# Восточный Пашняк
Восточный Пашняк — река в России, протекает в Верхнекамском районе Кировской области и в Койгородском районе Республики Коми. Устье реки находится в 25 км по правому берегу реки Пашняк. Длина реки составляет 21 км.
Исток реки на холмах Северных Увалов в 7 км к северо-востоку от посёлка Боровой. Исток лежит на водоразделе Волги и Северной Двины, рядом с истоком Восточного Пашняка находится исток реки Овдым (приток Сысолы). Верхнее течение реки лежит в Верхнекамском районе Кировской области, затем река перетекает в Республику Коми. В Кировской области на реке стоит посёлок Боровой (находится в стадии ликвидации). Впадает в Пашняк близ границы Коми и Кировской области.

## Данные водного реестра
По данным государственного водного реестра России относится к Камскому бассейновому округу, водохозяйственный участок реки — Вятка от истока до города Киров, без реки Чепца, речной подбассейн реки — Вятка. Речной бассейн реки — Кама.
Код объекта в государственном водном реестре — 10010300212111100030832.